# Сікорський Ігор Іванович
І́гор Іва́нович Сікорський (25 травня [6 червня] 1889, Київ, Російська імперія — 26 жовтня 1972, Істон, Коннектикут, США) — видатний авіаконструктор українського походження, який працював у Російській імперії та Сполучених Штатах Америки.
Творець перших у світі літаків: чотиримоторного «Руський витязь» (1913 рік), важкого чотиримоторного бомбардувальника і пасажирського літака «Ілля Муромець» (1914), трансатлантичного гідроплана (1934), серійного гелікоптера одногвинтової схеми (1942), Sikorsky S-29-A. Конструктор першого в США літака-амфібії.
У 1918 році емігрував до США, де в 1923-у році заснував компанію Sikorsky Aircraft.

## Біографія

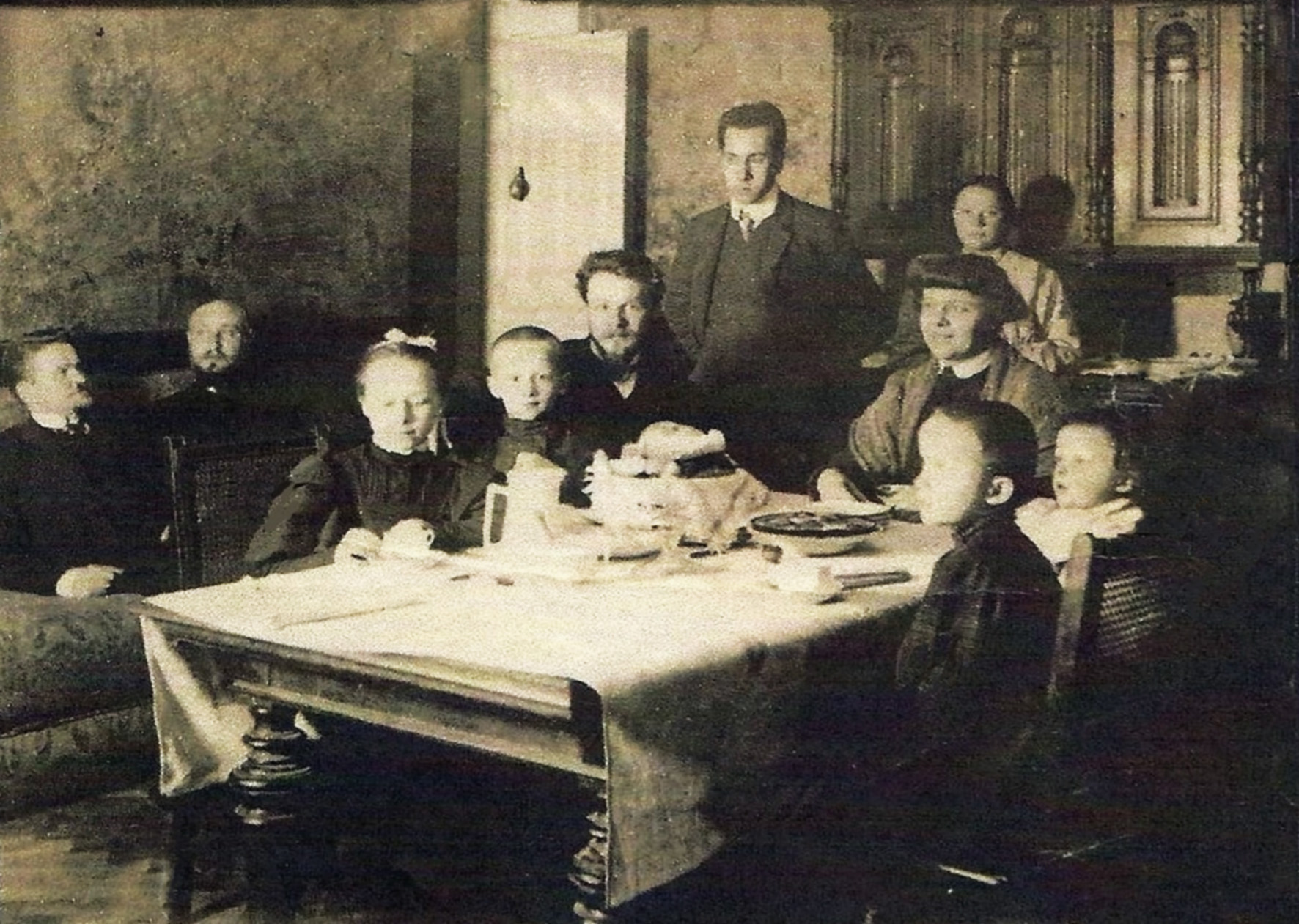
Ігор Сікорський (стоїть в центрі) гостює у своєї родички, подруги Лесі Українки Наталії Вишинської-Гроздової (сидить праворуч від нього). Латинський квартал у Києві, 1907 рік)

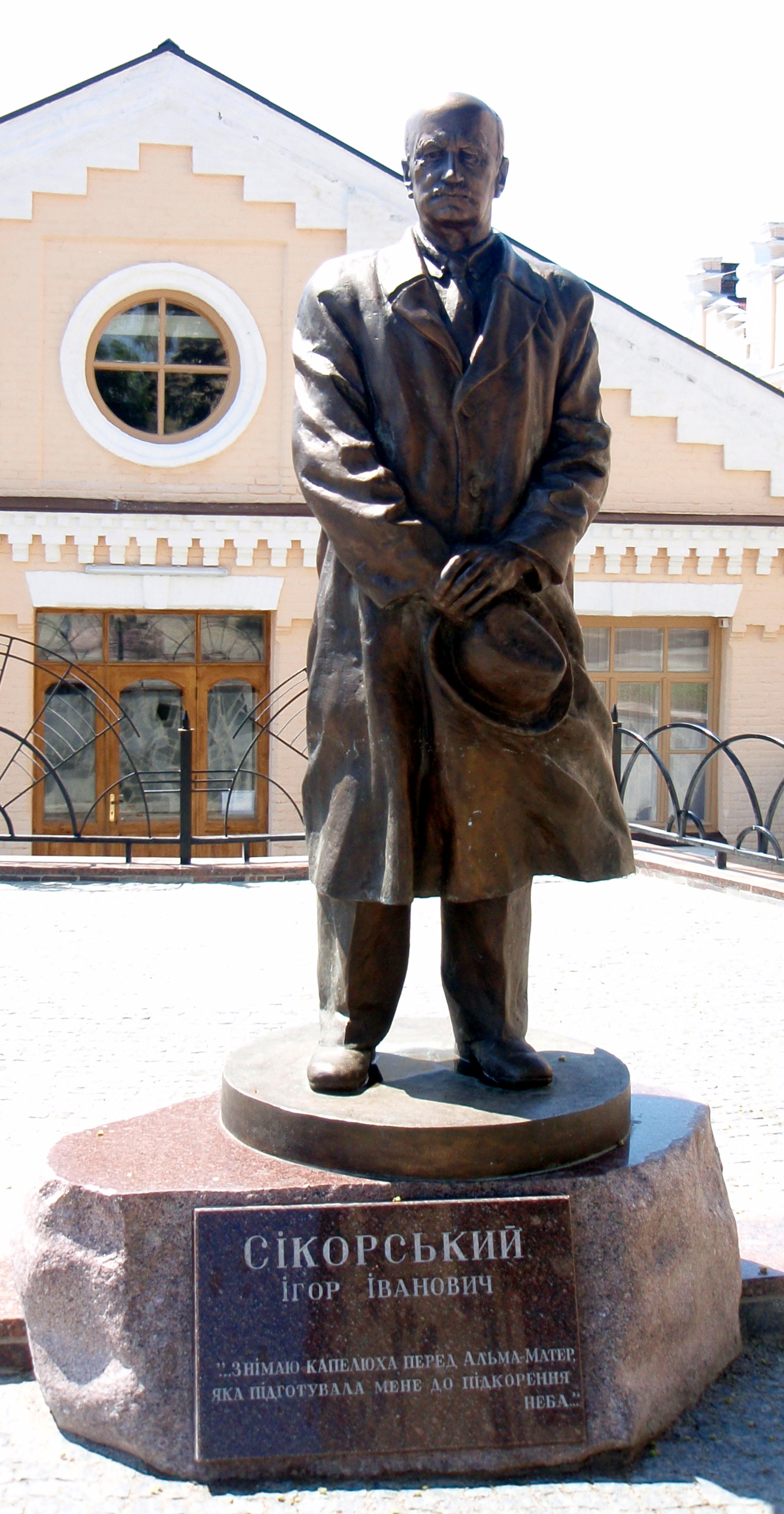
Пам'ятник Ігореві Сікорському в Києві, на кампусі НТУУ «КПІ»

Народився в Києві, в сім'ї Івана Сікорського, професора кафедри неврології та психіатрії медичного факультету Київського університету, почесного члена київського клубу російських націоналістів, активного супротивника українського національного відродження, якого звинувачували у співробітництві з російською таємною поліцією. Іван Сікорський провів експертизу в справі Бейліса, в якій доводив, що ритуальне вбивство з метою отримання християнської крові могло статися.
Дошлюбне прізвище матері авіаконструктора Марії (Зінаїди) Стефанівни — Темрюк-Черкасова. Хрещеними батьками Ігоря Сікорського стали Великий князь Петро Миколайович та Велика княгиня Олександра Петрівна.

### Етнічне походження
Першим відомим предком Ігоря Сікорського був православний священик Григорій Сікорський, приблизні роки життя 1705–1760. Відомо, що у 1686 році Київська православна митрополія була підпорядкована Російській православній церкві, а сама правобережна Київщина входила до складу Речі Посполитої аж до 1793 року.
Ігор Сікорський у листі, англійською мовою, від 30 серпня 1933 року до Василя Галича писав:
|  | Мій рід, який походить із села на Київщині, де мій дід і прадід були священиками, є чисто українського походження. Одначе ми вважаємо себе росіянами як виходці з однієї з частин Росії, уважаючи український нарід інтегральною частиною Росії так, як Техас чи Луїзіана є інтегральною частиною Сполучених Штатів |

Наразі це єдиний відомий документ з підписом Ігоря Сікорського, де він вказує на свою етнічну приналежність. Поштовхом до вивчення свого родоводу стало те, що Сікорський був дуже чутливий, щоб його не вважали поляком. Хоча в одній із перших великих публікацій в українській пресі про видатного авіаконструктора, статті 2001 року в газеті «День» «Сікорський — „відомий“ і невідомий» Сергія Гончарова, стверджувалося, що Ігор Сікорський був поляком.
Історик Віталій Довгич, перебуваючи у штаті Коннектикуті, зустрівся з подружжям Свириденків, які були особисто знайомі з Ігорем Сікорським. Вони розповіли, що вони добре знали Ігоря Івановича, а нині підтримують досить близькі стосунки з його сином. Вони не можуть сказати, чи вважав себе Ігор Сікорський українцем до Другої світової війни, але у післявоєнний період українська діаспора робила все, щоб Ігор Іванович цілком усвідомлював себе українцем.

### Освіта
Закінчив Морський кадетський корпус (1903–1906 роки) в Петербурзі та Київський політехнічний інститут (1907–1911). Навчався у Паризькій технічній школі (1906 рік).

### Початок творчості
У 1908–1912 роках, навчаючись у Київському політехнічному інституті, спроектував і побудував кілька гелікоптерів, літаків-біпланів. Ідею гелікоптера йому навіяли малюнки повітряного ґвинта Леонардо да Вінчі. У 1908–1912 роках побудував у Києві 6 моделей літаків та гелікоптер. Свій гелікоптер Сікорський почав будувати 1908 року, всього через один рік після першого польоту вертольота французького інженера Поля Корню в 1907 році (щоправда, вертоліт Корню піднявся лише на висоту 30 см і перебував у повітрі 20 секунд). Перший вертоліт Сікорського не зміг злетіти через недостатню потужність двигуна. Невдачею завершилися випробування і другого вертольота Сікорського, оснащеного двадцятип'ятисильним двигуном «Анзані» (Франція). На думку Сікорського, потужність двигуна все-таки була недостатньою.
У 1910 році Ігор Сікорський розпочав створення свого першого аероплана. Свої зусилля він об'єднав із сином київського купця Федором Івановичем Билінкіним, який вже мав певний досвід у цій справі. Біплан був названий БІС № 1 (Билінкін, Йордан, Сікорський). Потім він був перебудований в літак БІС № 2, на якому 3 червня 1910 року в присутності спортивних комісарів Київського товариства повітроплавання Ігор Сікорський виконав вдалий політ по прямій завдовжки 182 м на висоті 1,2 м тривалістю 12 с. Надалі було здійснено близько 50 польотів на висоті 10 м, але з малою тривалістю.
1911 року на своєму літаку С-5 склав іспит на звання пілота. Встановив 4 всеросійських рекорди, здійснював показові польоти, катав пасажирів. 29 грудня 1911 року на літаку власної конструкції С-6 встановив світовий рекорд швидкості польоту з двома пасажирами — 111 км/год. На Московській повітроплавальній виставці був нагороджений Великою золотою медаллю, а Російське технічне товариство нагородило його медаллю «За корисну працю у повітроплаванні та за самостійну розробку аероплана своєї системи, яка дала чудові результати». Київське товариство повітроплавання нагородило знаменитого земляка золотою медаллю.
У 1912–1918 роках — головний конструктор авіаційного відділу Російсько-Балтійського вагонного заводу, конструював цілу серію нових типів літаків. Під його керівництвом були побудовані перший у світі чотиримоторний літак С-21 «Гранд» (перший політ — 13 травня 1913) та чотиримоторний серійний бомбардувальник С-22 «Ілля Муромець». Літак «Ілля Муромець» вперше піднявся у повітря 10 грудня 1913 року.
27 березня 1914 року в Києві Ігор Сікорський на біплані «С-6» встановив два світові рекорди швидкості: з двома пасажирами на борту — 111 км/год, а з п'ятьма — 106 км/год.
На Російсько-Балтійському вагонному заводі під час першої світової війни випускались також моделі С.XVI, С.XX.

### Еміграція і робота в США
18 лютого 1918 року емігрував до Французької республіки (Париж), а в березні 1919 року переїхав до США. До 1923 року сталого заробітку не мав, періодично давав уроки пілотування та іноді читав лекції у середніх навчальних закладах. Все змінилося 1923 року, коли він заснував авіаційну фірму, згодом став власником конструкторсько-будівельної фірми «Sikorsky Aircraft». До 1939 року збудував близько 15 типів літаків.
У 1925–1940 роках розробив серію надзвичайно успішних літаків, які принесли США престиж та рекорди. Побудований в 1934 році на замовлення Pan American World Airways гідроплан Sikorsky S-42 встановив десять світових рекордів, а 10 серійних S-42 стали першими у світі міжконтинентальними пасажирськими лайнерами, які забезпечили регулярні рейси через Атлантичний і Тихий океани. З 1939 року перейшов на конструювання гелікоптерів одногвинтової схеми. Першим почав будувати турбінні гелікоптери, гелікоптери-амфібії.
1939 року здійснив перший політ спроектований ним гелікоптер VS-300. З 1943 року його фірма стала провідним виробником вертолітної техніки за кордоном.
Гелікоптери Сікорського марки «S» 1941 року були прийняті на озброєння Збройними силами США. У цілому фірма Сікорського — «Sikorsky Aircraft» створила 17 базових літаків та 18 гелікоптерів. З придбанням ліцензій на виробництво машин цієї марки розпочався розвиток вертольотобудування у Великій Британії та Франції. Про високу гарантію польотів на гелікоптерах І. Сікорського свідчать факти постійного використання їх президентами США як VIP-транспортних засобів.
На гелікоптерах Сікорського Sikorsky S-61 вперше здійснено переліт через Атлантику (S-61; 1967 рік) і Тихий океан (S-61; 1970 рік; з дозаправкою у повітрі).
Помер 26 жовтня 1972 року в Істоні.

## Галерея

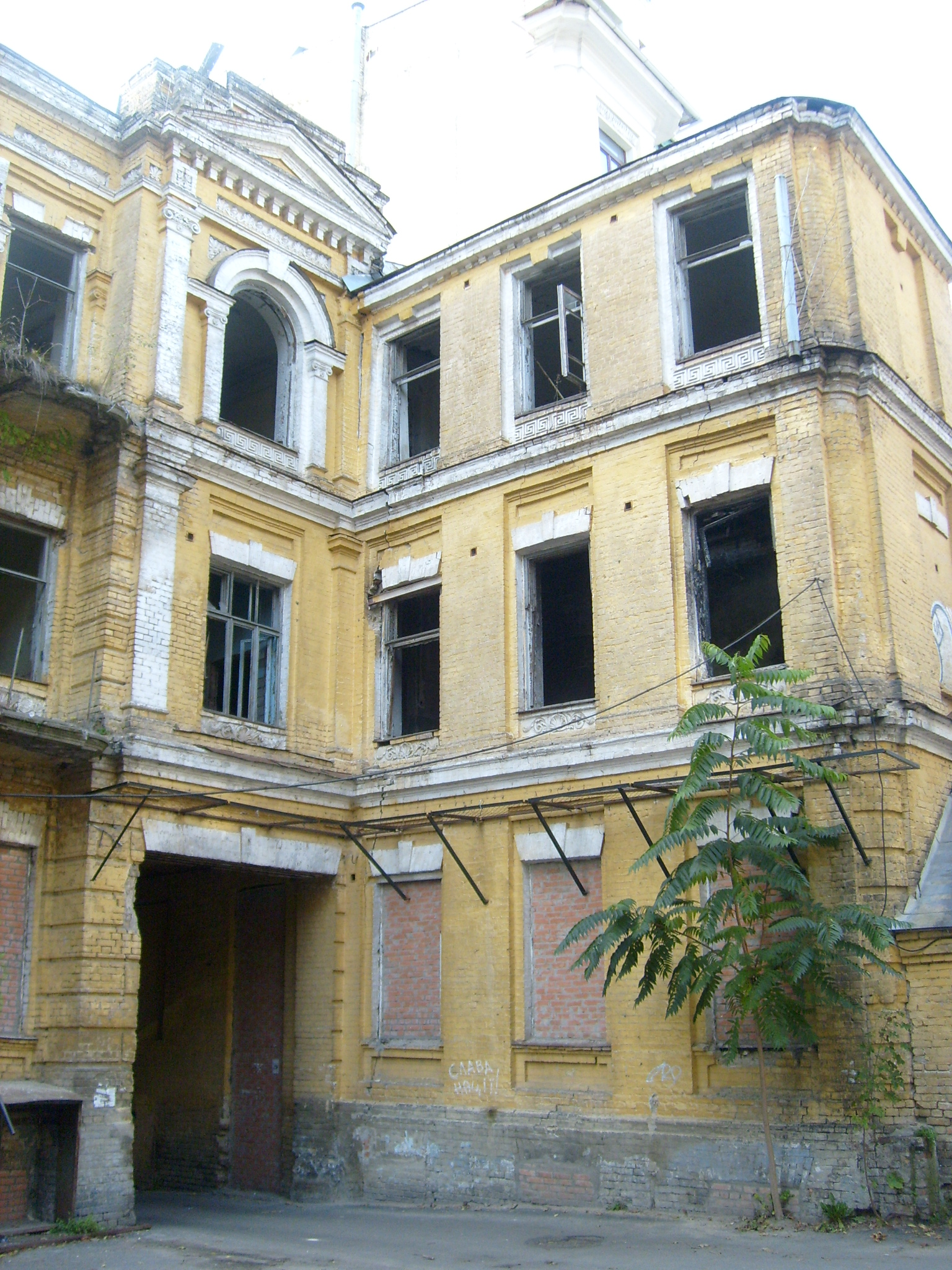
Колишній будинок родини Сікорських в Києві, вулиця Ярославів Вал, 15б
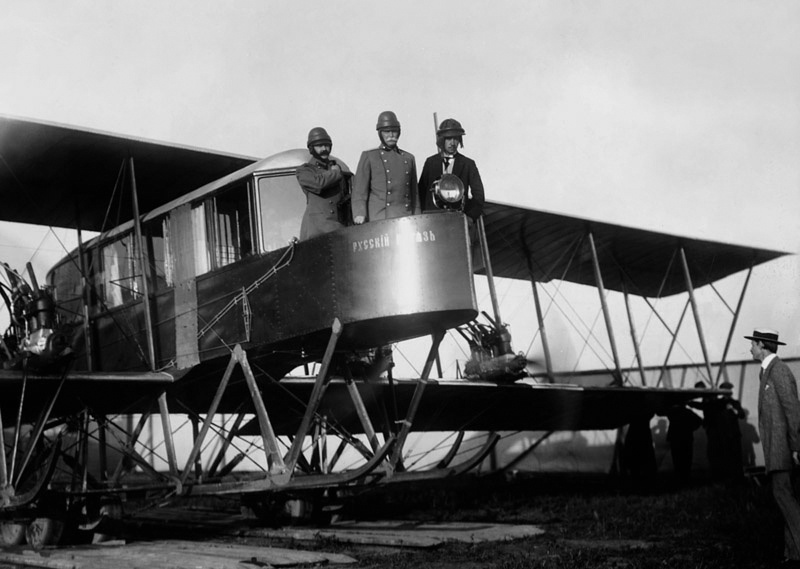
«Руський Витязь»; 1915
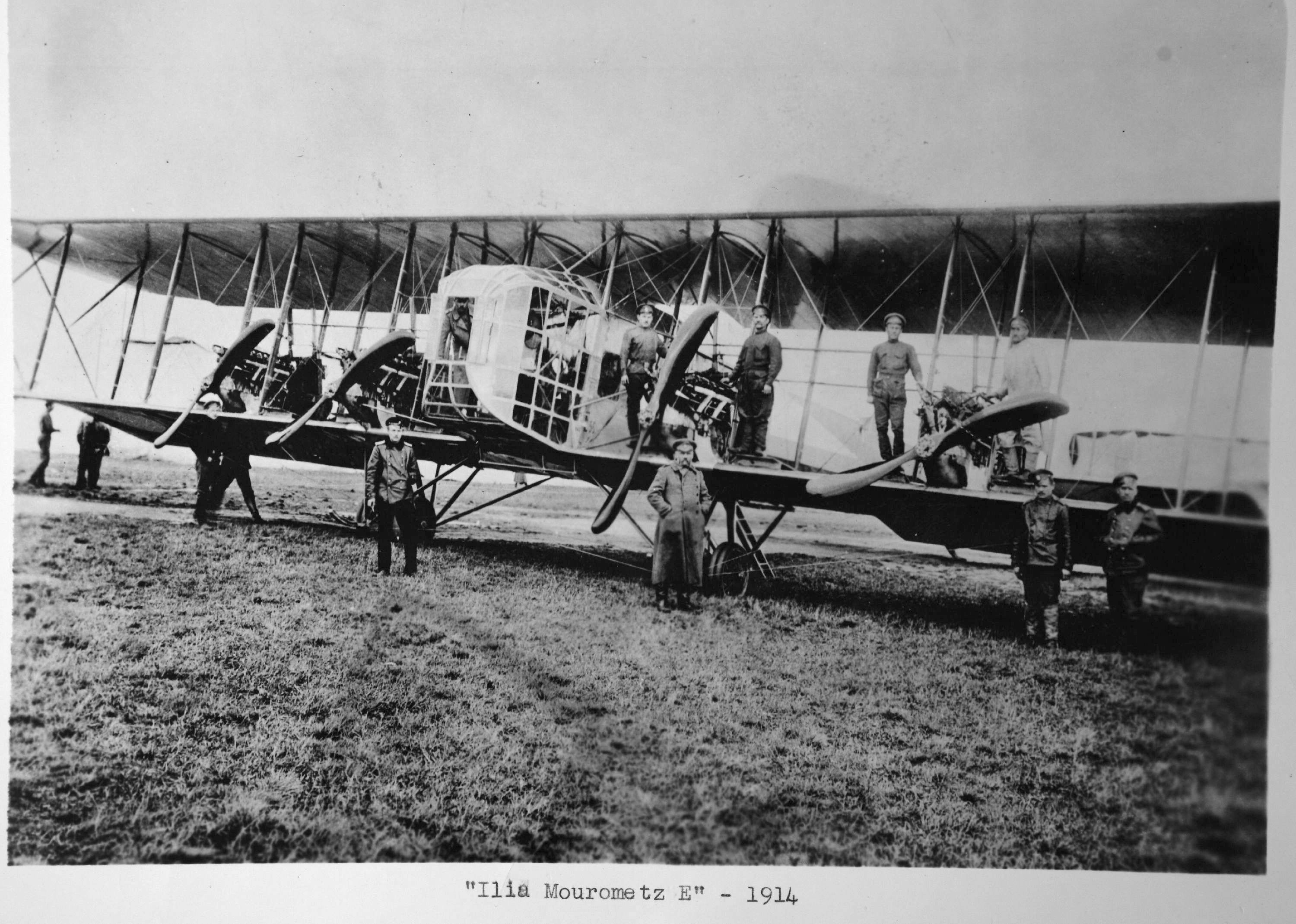
Літак «Ілля Муромець» на Корпусному аеродромі у Санкт-Петербурзі
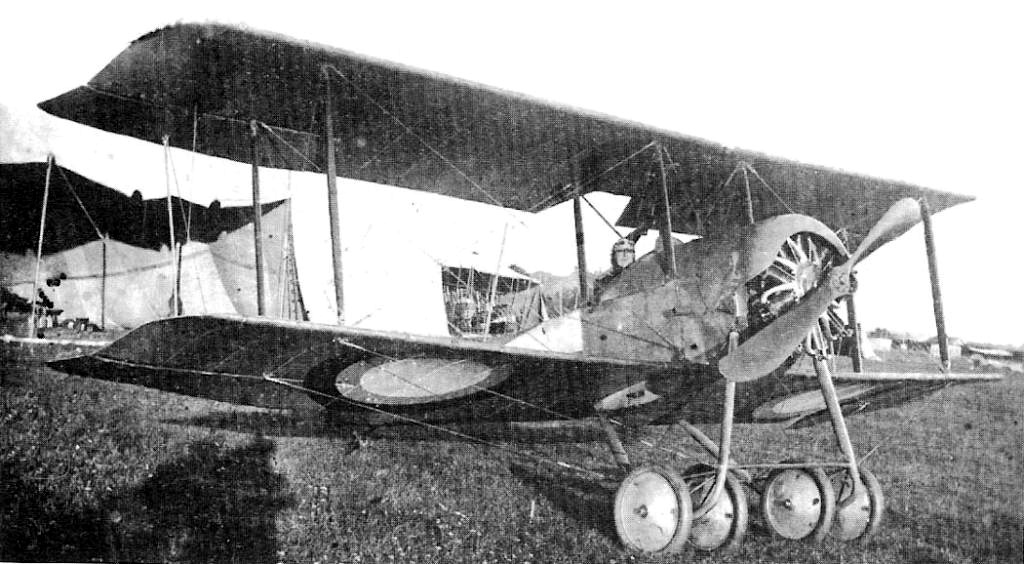
Винищувач конструкції Сікорського С-16, Петербург, 1915 рік
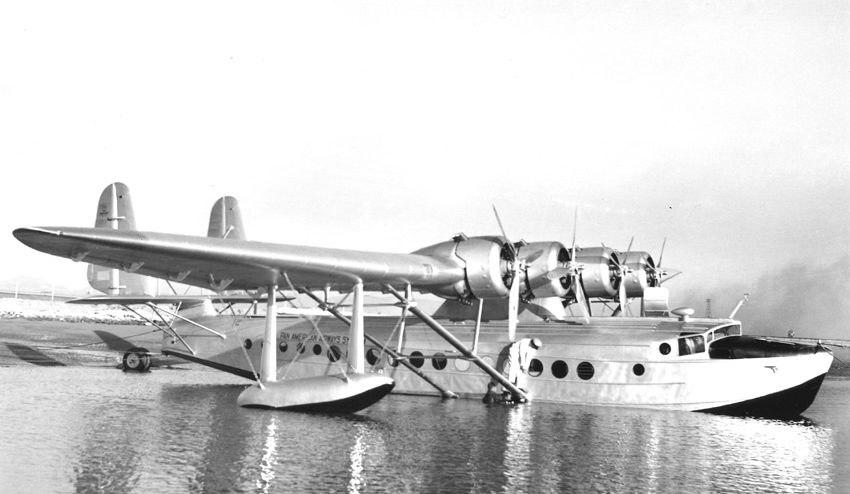
«Літаючий човен» Sikorsky S-42B
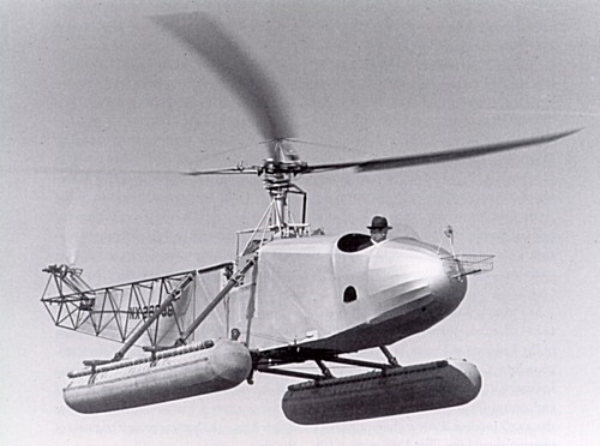
Остання версія VS-300, 1941
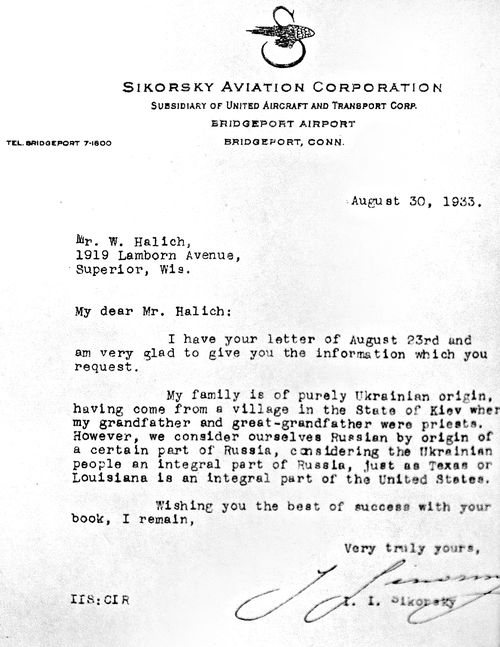
Лист Ігоря Сікорського до діаспорянина Василя Галича, англійською мовою, про своє українське походження, від 30 серпня 1933 року
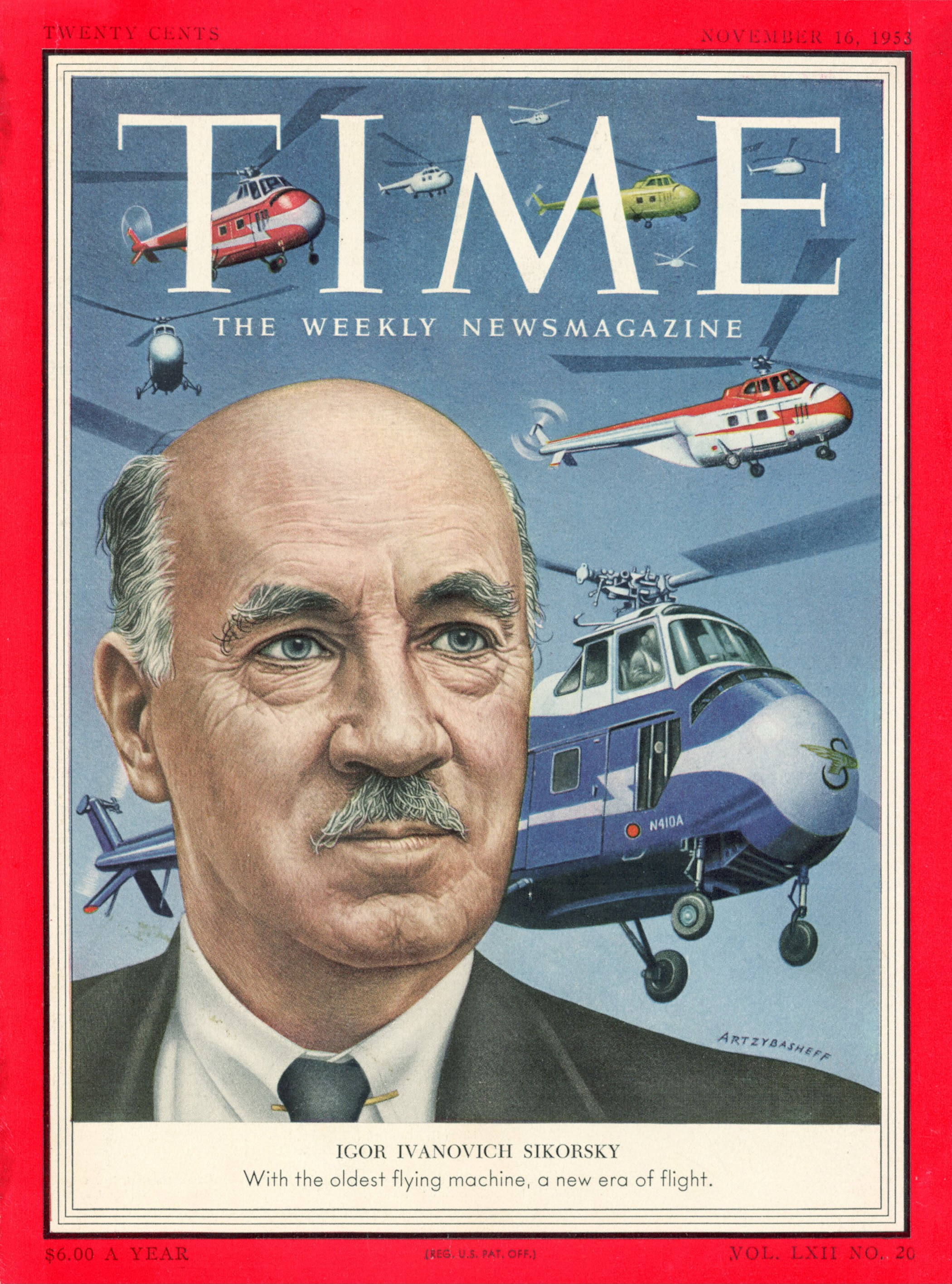
Ігор Сікорський на обкладинці журналу Time, 1953 рік

## Нагороди
- Удостоєний понад 80 різних високих нагород, володів рідкісною відзнакою — Меморіальним призом братів Райт.
- Почесний доктор багатьох університетів світу.
- МАС 1979 року увіковічив ім'я Ігоря Сікорського у назві кратера на Місяці.
- З 1980 року Американська гелікоптерна спілка вручає Приз Сікорського.
- 1987 року на честь Ігоря Сікорського була названа площа в Приморському районі Санкт-Петербурга[26].
- 1990 — Премія імені Едварда Ворнера (посмертно), найвища нагорода Міжнародної організації цивільної авіації[27].
- У серпні 2008 у львівській галереї «Зелена канапа» експонувалась виставка, присвячена Ігореві Сікорському.[28]
- 29 травня 2009 року Національним банком України випущена ювілейна монета «Ігор Сікорський» номіналом 2 гривні.

## Вшанування

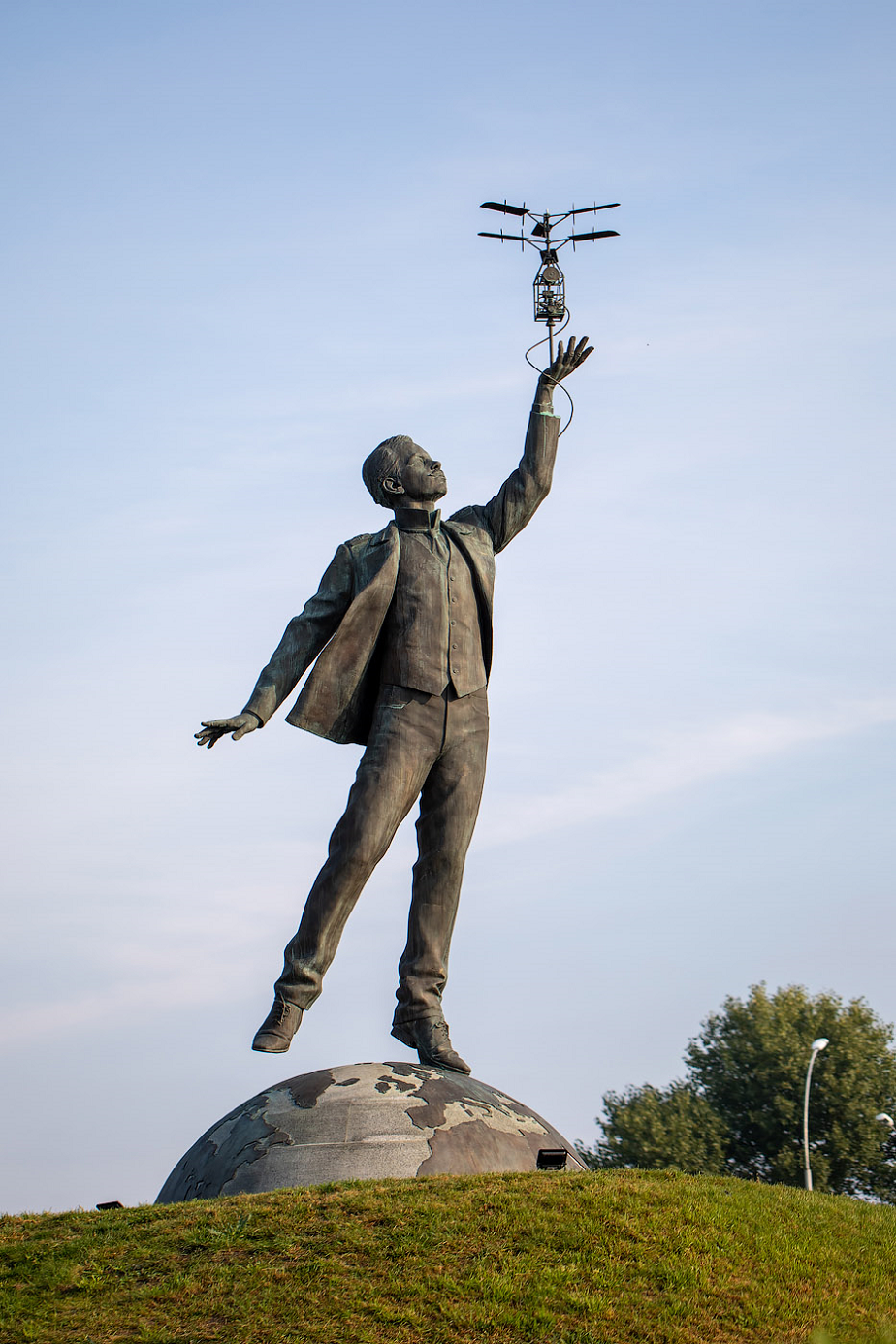
Пам'ятник Ігорю Сікорському поблизу Міжнародного аеропорту «Київ»

- Пам'ятник Ігорю Сікорському поблизу Міжнародного аеропорту «Київ»8 липня 2010 року рішенням Київської міської ради ім'я Ігоря Сікорського присвоєно Авіакосмічному ліцею Національного авіаційного університету.
- 27 жовтня 2011 року вулицю Танкову у Києві було перейменовано Київською міською радою на вулицю Авіаконструктора Ігоря Сікорського[29][30].
- 2011 року на честь Ігоря Сікорського був названий астероїд головного поясу «10090 Сікорський».
- 2015 року на честь Ігоря Сікорського була названа одна з вулиць Вінниці[31].
- 2016 року Міжнародному аеропорту «Київ» присвоєно ім'я авіаконструктора Ігоря Сікорського[32].
- 2016 року Національному технічному університету України «Київський політехнічний інститут» присвоєно ім'я Ігоря Сікорського.
- 2016 року в Музеї української діаспори було відкрито перший, створений в незалежній Україні, історико-меморіальний виставковий проект «Наш Сікорський», який зараз діє на постійній основі.
- 2016 року у Дніпрі вулицю Тельмана перейменували на вулицю Ігоря Сікорського.
- 2016 року у Білій Церкві вулицю Олега Кошового перейменували на вулицю Ігоря Сікорського[33].
- У Києві 31 серпня 2019 року в День української авіації поблизу аеропорту «Київ» імені Сікорського відкрито пам'ятник Ігорю Сікорському[34].
- 20 жовтня 2021 року у Хмельницькому провулок Жуковського був перейменований на провулок Ігоря Сікорського[35].

## Додаткові факти
- Фото Ігоря Сікорського представлене у фотогалереї у Посольстві США в Україні поруч з такими відомими американцями українського походження як Мілла Йовович, Дастін Гоффман, Девід Духовни, Боб Ділан та інші[36].